# Томашгород (селище)
Томашгород — селище в Україні, у Рокитнівській селищній громаді Сарненського району Рівненської області. Залізнична станція на лінії Сарни—Коростень. Щебеневий, кам'янодробильний заводи, видобуток граніту.

## Географія
Томашгород розташований на Волинському Поліссі. Відстань залізницею до Рокитного — 10 км, фізична відстань до Києва — ~238,4 км.
Сусідні населені пункти:

## Історія
Назва міста походить від імені Томаша Гиса, урядника кількох навколишніх сіл. Томашгород засновано на початку XX століття у зв'язку з будівництвом залізничної станції.
За польської окупації 1937 року на каменоломнях, що належали інженерно-будівельному товариству в Томашгороді, відбувся страйк. Тут діяв осередок КПЗУ.
У роки Другої світової війни на фронтах воювало 36 мешканців Томашгорода. Поблизу селища діяв партизанський загін під командуванням Героя Радянського Союзу В. М. Яремчука, проходили інші партизанські з'єднання. У ніч на 4 грудня 1942 року партизанський загін І. П. Федорова «За Батьківщину» зруйнував залізничну станцію, висадив у повітря два залізничні мости. За бойові заслуги нагороджено 36 мешканців селища. Статус селища міського типу з 1960 року.

## Населення
Згідно з переписом населення 2001 року у Томашгороді проживало 2487 осіб.
| 1921 | 1970  | 1979  | 1989  | 1992     | 2001  | 2006  | 2010  | 2014  |
| ---- | ----- | ----- | ----- | -------- | ----- | ----- | ----- | ----- |
| 803  | 2 445 | 2 469 | 2 700 | 2,7 тис. | 2 487 | 2 432 | 2 361 | 2 422 |

### Мова
Розподіл населення за рідною мовою за даними перепису 2001 року:
| Мова       | Відсоток |
| ---------- | -------- |
| українська | 97,99 %  |
| російська  | 1,18 %   |
| польська   | 0,63 %   |
| білоруська | 0,12 %   |

## Відомі люди

### Народились
- Озеранчук Леонід Вікторович (1991—2014) — солдат Збройних сил України, учасник російсько-української війни.

## Органи влади
Місцеві органи влади до 2020 року були представлені Томашгородською селищною рада, яка входила до складу Рівненської області України.
Міський голова — Власик Іван Сергійович. До міської ради входить 16 депутатів.